# Central Hockey League 1969-1970
La stagione 1969-1970 è stata la 7ª edizione della Central Hockey League, lega di sviluppo creata dalla National Hockey League per far crescere i giocatori delle proprie franchigie. La stagione vide al via sette formazioni e al termine dei playoff gli Omaha Knights conquistarono la loro seconda Adams Cup.

## Squadre partecipanti
Rispetto alla stagione precedente i Memphis South Stars divennero gli Iowa Stars, mentre gli Amarillo Wranglers e gli Houston Apollos sospesero le attività.
- Dallas Black Hawks
- Fort Worth Wings
- Iowa Stars
- Kansas City Blues
- Oklahoma C. Blazers
- Omaha Knights
- Tulsa Oilers

## Stagione regolare
|  | Pos. | Squadra             | Pt | G  | V  | S  | N  | GF  | GS  | DR  |
|  | ---- | ------------------- | -- | -- | -- | -- | -- | --- | --- | --- |
|  | 1.   | Omaha Knights       | 82 | 72 | 36 | 26 | 10 | 247 | 212 | +35 |
|  | 2.   | Iowa Stars          | 81 | 72 | 35 | 26 | 11 | 252 | 232 | +20 |
|  | 3.   | Tulsa Oilers        | 80 | 72 | 35 | 27 | 10 | 230 | 202 | +28 |
|  | 4.   | Fort Worth Wings    | 78 | 72 | 31 | 25 | 16 | 217 | 206 | +11 |
|  | 5.   | Dallas Black Hawks  | 65 | 72 | 30 | 37 | 5  | 236 | 241 | -5  |
|  | 6.   | Oklahoma C. Blazers | 59 | 72 | 26 | 39 | 7  | 233 | 291 | -58 |
|  | 7.   | Kansas City Blues   | 59 | 72 | 24 | 37 | 11 | 228 | 259 | -31 |

Legenda:

      Ammesse ai Playoff
Note:

Due punti a vittoria, un punto a pareggio, zero a sconfitta.

## Playoff
|  | Semifinali | Semifinali       | Semifinali |            |   | Finale        | Finale | Finale |  |
|  |            |                  |            |            |   |               |        |        |  |
|  | 1          | Omaha Knights    | 4          |            |   |               |        |        |  |
|  | 1          | Omaha Knights    | 4          |            |   |               |        |        |  |
|  | 4          | Fort Worth Wings | 3          |            |   |               |        |        |  |
|  | 4          | Fort Worth Wings | 3          |            | 1 | Omaha Knights | 4      |        |  |
|  |            |                  |            |            | 1 | Omaha Knights | 4      |        |  |
|  |            |                  | 2          | Iowa Stars | 1 |               |        |        |  |
|  | 2          | Iowa Stars       | 2          | Iowa Stars | 1 | 4             |        |        |  |
|  | 2          | Iowa Stars       |            |            |   |               |        |        |  |
|  | 3          | Tulsa Oilers     | 2          |            |   |               |        |        |  |

## Premi CHL
- Adams Cup: Omaha Knights
- Jake Milford Trophy: Marcel Pronovost (Tulsa Oilers)
- Most Valuable Defenseman Award: Mike Robitaille (Omaha Knights)
- Most Valuable Player Award: Danny Johnson (Tulsa Oilers)
- Rookie of the Year: André Dupont (Omaha Knights)